# Jan Baranowski

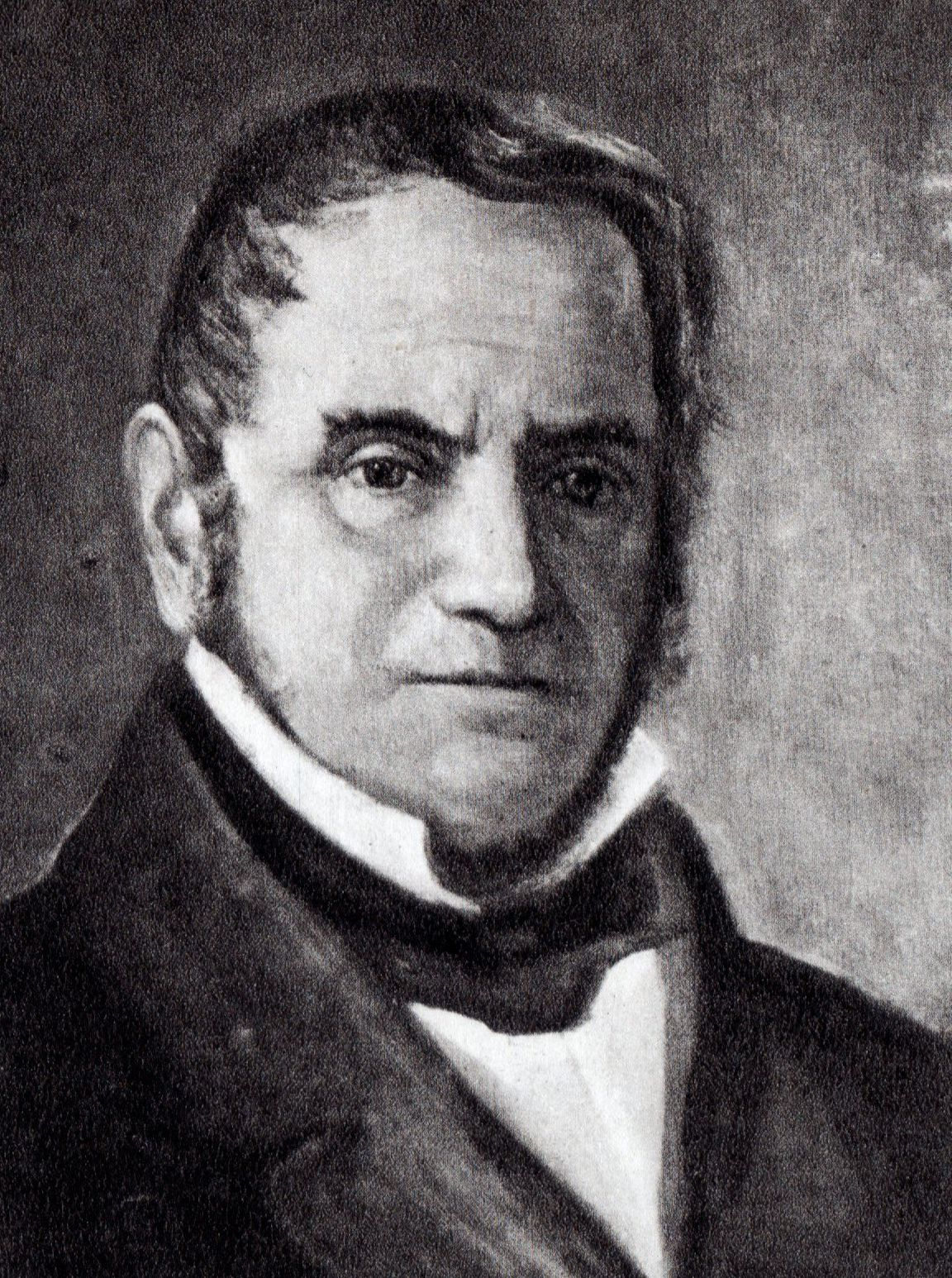
Jan Baranowski

Jan Baranowski (* 26. Dezember 1800 in Sławków; † 8. November 1879 in Lublin) war ein polnischer Astronom.

## Leben und Wirken
Baranowski studierte an der Jagiellonen-Universität und war in den Jahren 1848 bis 1869 Direktor der Warschauer Sternwarte. Zwischen 1862 und 1869 war er zugleich Professor an der Warschauer Hauptschule. 1833 berechnet er die Umlaufbahn des Kometen Biela. Seit 1869 lebte er als Rentner bei seinem Bruder Walenty Baranowski, dem Bischof von Lublin.

## Schriften (Auswahl)
- Nicolai Copernici Torunensis De revolutionibus orbium coelestium libri sex. Accedit G. Joachimi Rhetici Narratio prima, cum Copernici nonnullis scriptis minoribus nunc primum collectis, ejusque vita. Varsaviae: Typis Stanislai Strabski 1854. (poln. Paralleltitel: Mikołaja Kopernika Toruńczyka O obrotach ciał niebieskich ksiąg sześć.) (Digitalisat).